# Günter Jansen (Regisseur)
Günter Jansen (* vor 1951) ist ein deutscher Hörspielregisseur und -sprecher. Er begann seine Laufbahn als Hörspielregisseur Anfang der 1950er Jahre. Er war an mehr als 90 Produktionen beteiligt.

## Hörspiele (Auswahl)

### Regie
- 1951: Gorch Fock: Cili Cohrs
- 1952: Paul Möhring: Zitronenjette
- 1953: En Swien geiht üm
- 1953: De anner Weg
- 1953: Heinrich Behnken: Dat Brannwien-Duwell
- 1953: Wenn de Maan schient
- 1953: Geert Jensen söcht den Minschen
- 1953: Nu kümmt de Storm
- 1953: Vertruun
- 1953: Heinrich Schmidt-Barrien: Betty geiht en eegen Weg
- 1953: Een Deern as Wibeke
- 1953: Adolf Wasmus: Rungholt – Schicksalstag der Stadt am Meer
- 1953: Albert Mähl: Hinterm Deich
- 1953: Wat wullt dar an maken ...?
- 1953: Ein Quittje trampt durch den Kaiser-Wilhelm-Kanal
- 1953: De letzte Feihde
- 1953: Swiegermudder kummt
- 1953: Schorsch ist klöker
- 1953: Buur Harms dröömt
- 1953: Dat Motiv
- 1953: De Königin incognito
- 1954: Wokeen kennt mi?
- 1954: Otto Tenne: Ringeldanz un Rosenkranz
- 1954: In flagranti
- 1954: De rode Ünnerrock
- 1954: Duppelhochtied
- 1954: Albert Mähl: Hemmingstedt
- 1954: Albert Mähl: Interview mit Swinegel
- 1954: Albert Mähl: Nimm mich mit, Kapitän
- 1954: In flagranti
- 1954: Heinrich Deiters: Greta
- 1954: Karl Bunje: Dat Hörrohr
- 1954: Smuggelmeier
- 1954: Friekamen
- 1954: Stine maakt Nachtschicht
- 1954: De Bloatsbroder
- 1954: Günther Siegmund: Nebel
- 1954: Ostenwind
- 1954: Hermann Boßdorf De rode Ünnerrock
- 1954: De Weg na Huus
- 1954: Ostenwind
- 1954: Harry Krüger-York Spuren in'n Snee!
- 1955: De swatte Hex
- 1955: Klaus Groth und Otto Tenne: De rode Möller
- 1955: Heinrich Behnken: Blot nich old wesen!
- 1955: Dor harr'n Uhl seten
- 1955: Up de Schattensiet
- 1955: Alleen laten
- 1955: Willy R. Kuschinski: De Drehherrenkoppel
- 1955: Sien Monika
- 1955: Lode Baekelmans: Een Sylvesterawend
- 1955: Alma Rogge: Dor harr'n Uhl seten
- 1955: Albert Mähl: De drieste Voß
- 1955: Junge, Junge, wat'n Heunerkrom
- 1955: De swatte Hex
- 1955: Uwe un Ebba
- 1955: De drieste Voß
- 1955: Heinrich Behnken: De ole Schoolmester
- 1955: Wilhelmine Siefkes: Alleen laten
- vor 1956: Cili Cohrs
- 1956: Otto Tenne: Bunte Mardels
- 1956: Modder ehr oll Geethann
- 1956: Rudolf Kinau: Kann dat angohn
- 1956: Den Düwel sin Aflegger
- 1956: Äwer de Grenz
- 1956: Fritz Stavenhagen: De Lots
- 1956: Otto Tenne: De Stern achter de Wulken
- 1956: Heinrich Deiters: De Appelboom in'n Hoff
- 1956: Südamerikan'sche Wull
- 1957: Karl Hermann Cordt: Dat Wunnerkind
- 1957: Gerd Lüpke: Pythagoras ward'n Kerl
- 1957: Artur M. Fraedrich: De Breefdräger un siene Frau
- 1957: Rudolf Kinau: Söben mol teihn
- 1957: August Hinrichs: Marie
- 1957: Walter Looschen: Paragraf een: "De Minsch"
- 1957: Paul Schurek: Deerten makt sik'n Hög
- 1957: Marie Ulfers: To froh un to last
- 1957: Harald Heitmann: De grote Fahrt
- 1957: Thora Thyselius: Windeier
- 1957: Hinrich Wriede: Leege Lüd
- 1957: Willy R. Kuschinski: Mudder is verreist
- 1957: Marie Drenckhahn-Bockholt: Stött di nich an de Nees, Hannes
- 1957: Otto Karl Weise: Pinkerton
- 1958: Fierobend
- 1958: Heinrich Deiters: En lütt Paradies, vun dat de Olen nix verstaht
- 1958: Karussell för di un mi
- 1958: Leege Fracht
- 1958: Pythagoras ward 'n Keerl
- 1958: Hamborg sien Uhlenspeegel
- 1958: De Daag ward kötter
- 1967: De Arvschopp
- 1971: Rebbel dat Bettlaken op
- 1972: Urlaubsbesöök
- 1972: De Wiehnachtsgoos

### Sprecher
- 1951: Dat Redentiner Osterspill – Regie: Hans Freundt
- 1951: Wat waard hier späält? - Regie: Werner Perrey
- 1951: Wenn dat man good geiht - Regie: Hans Freundt
- 1952: Schenkt ward di nix! - Regie: Hans Freundt
- 1954: Nebel (auch Regie)